# Sonambiente
Sonambiente ist ein Kunstfestival in Berlin, das bisher 1996 und 2006 durchgeführt wurde und zum dritten Mal vom 21. August bis 5. September 2021 auf dem Gelände des ehemaligen Flughafens Tegel stattfinden soll.

## Festivals
Das Festival Sonambiente fand erstmals 1996 im Rahmen der 300-Jahr-Feier der Akademie der Künste statt und lieferte die erste internationale Überblicksschau zur Klangkunst. Es galt als Teil einer jungen interdisziplinären ästhetischen Bewegung dieser Zeit. Im vierwöchigen Festivalzeitraum erlebten rund 50.000 Besucher an mehr als 20 Schauplätzen in Berlins Neuer Mitte klangkünstlerische Projekte von mehr als 100 beteiligten Künstlern.
Sonambiente berlin 2006 wurde als Festival für hören und sehen angekündigt. Das Festival präsentierte Bildende Kunst, Klangkunst, Videokunst, Performance, Neue Medien und Film. Vom 1. Juni bis 16. Juli 2006 stellten an mehr als 20 Orten im Zentrum Berlins über 55 internationale sowie 20 junge Künstler aus Hochschulen ihre Werke aus.

## Veranstaltungsorte 2006
Die Spielstätten des Ausstellungsparcours fanden nicht nur an etablierten Orten, wie die beiden Häusern der damaligen Akademie der Künste, dem Quartier Klosterstraße sowie dem Haus der Berliner Festspiele statt. Es wurden neue Räume einbezogen, etwa die ehemalige Polnische Botschaft Unter den Linden 70–72, das Allianzgebäude an der Joachimsthaler Straße und am Ostbahnhof und das alte Pumpwerk in der Holzmarktstraße.

## Veranstalter und Kooperationspartner 2006
Veranstalter des Festivals Sonambiente 2006 waren die Akademie der Künste und die Berliner Festspiele. Kooperationspartner waren: Universität für angewandte Kunst Wien, Hochschule der Bildenden Künste Saar, The School of the Art Institute of Chicago, Hochschule für Musik Franz Liszt und Bauhaus-Universität Weimar, Hochschule für Bildende Künste Braunschweig, Hochschule der Künste Bern und die Universität der Künste Berlin.

## Das Festival 2021
Die dritte Ausgabe des Festivals findet auf dem Gelände des am 4. Mai 2021 geschlossenen Flughafens Tegel statt. Die Festivalmacher Matthias Osterwold und Georg Weckwerth gewannen als teilnehmende Künstlerinnen und Künstler unter anderem Blixa Bargeld, Laurie Anderson, den Documenta-Teilnehmer Emeka Ogboh und Susan Philipsz, die mit eigens für diesen Anlass komponierten Werken das am 1. November 1974 eröffnete und bis zum Schluss des Flughafenbetriebs genutzte sechseckige Hauptterminalgebäude beschallen.